# Olaf Zinke

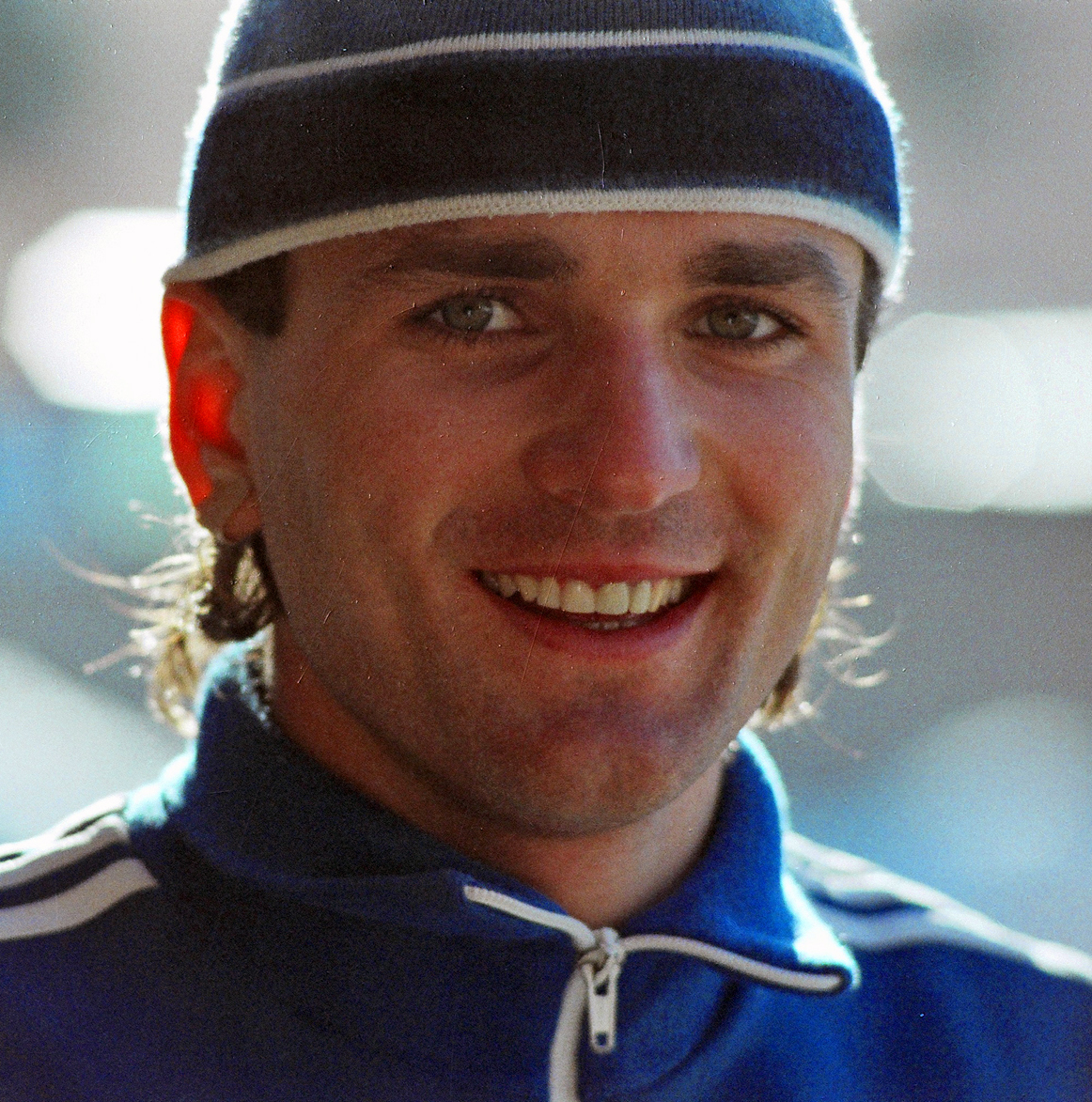
Olaf Zinke, 2010

Olaf Zinke (* 9. Oktober 1966 in Bad Muskau) ist ein ehemaliger deutscher Eisschnellläufer.
Der mit Abstand größte Erfolg des für den SC Berlin startenden gelernten Kfz-Schlossers Zinke war der völlig überraschende Olympiasieg über 1000 Meter bei den Olympischen Winterspielen 1992 in Albertville mit einer Hundertstelsekunde vor dem Südkoreaner Kim Yoon-man. Über 1500 Meter belegte er den sechsten Platz. Weder vorher noch nachher konnte er auch nur annähernd eine vergleichbare Leistung bei internationalen Meisterschaften erzielen, doch gewann er außer bei den Olympischen Spielen auch zwei Weltcuprennen und lief insgesamt zehn Mal unter die besten drei. Er debütierte im Dezember 1986 im Weltcup und lief sein letztes Rennen im Januar 1994. Im Gesamtweltcup wurde er 1990 über die 1000-Meter-Strecke Dritter, über die 1500-Meter-Distanz Vierter. In der folgenden Saison wurde er noch einmal Vierter auf der 1000-Meter-Strecke.
Für seine sportlichen Leistungen erhielt er am 6. Mai 2002 das Silberne Lorbeerblatt.